# البیا
شهر  البیا (به ایتالیایی: Olbia) با جمعیت ۵۲٬۰۶۲ نفر  در ناحیه ساردنی در کشور ایتالیا واقع شده‌است.